# Gaizka Toquero
Gaizka Toquero Pinedo (Vitoria-Gasteiz, 9 augustus 1984) is een Spaans voetballer die bij voorkeur als aanvaller speelt. Hij tekende in juli 2015 een contract tot medio 2017 bij Deportivo Alavés. Dat lijfde hem transfervrij in nadat Athletic Bilbao na zeven seizoenen zijn contract ontbindt.

## Clubcarrière
Toquero verhuisde in 2003 van Real Sociedad naar Deportivo Alavés, waar hij enkel actief was voor het tweede elftal. Na omzwervingen in de lagere divisies bij  SD Lemona en Sestao belandde hij in 2008 bij Athletic Bilbao. Die club leende hem meteen een half seizoen uit aan SD Eibar, waar hij vier doelpunten scoorde in zestien competitiewedstrijden. Op 1 januari 2009 keerde Toquero terug bij Athletic Bilbao. Zes dagen later debuteerde hij hiervoor in de Primera División, tegen RCD Espanyol. Op 4 maart 2009 scoorde hij zijn eerste doelpunt voor de Baskische club, in de Copa del Rey tegen Sevilla FC. In de finale van dat toernooi was hij trefzeker tegen FC Barcelona. Hij speelde daarna tot medio 2015 156 competitiewedstrijden in het shirt van Athletic Bilbao.
Hoewel zijn contract nog één jaar doorliep, gingen Toquero en Bilbao in juli 2015 in overleg uit elkaar. Later die maand tekende hij een contract tot medio 2017 bij Deportivo Alavés, de nummer dertien van de Segunda División A in het voorgaande seizoen.

## Interlandcarrière
Toquero debuteerde in 2010 voor Baskenland, waarvoor hij twee doelpunten scoorde in vier interlands.
1 Sivera ·
2 Gorosabel ·
3 Duarte ·
4 Sedlar ·
5 Abqar ·
6 Guevara ·
7 Sola ·
8 Blanco ·
10 Hagi ·
11 Rioja  ·
14 Tenaglia ·
15 García ·
16 Marín ·
17 Alkain ·
18 Guridi ·
20 Simeone ·
21 Rebbach ·
22 Vicente ·
23 Benavídez ·
26 Álvarez ·
26 López ·
29 Panichelli ·
31 Owono ·
32 Omorodion ·
33 Rodríguez ·
Coach: García